# Parafia Matki Bożej Różańcowej w Raciborzu

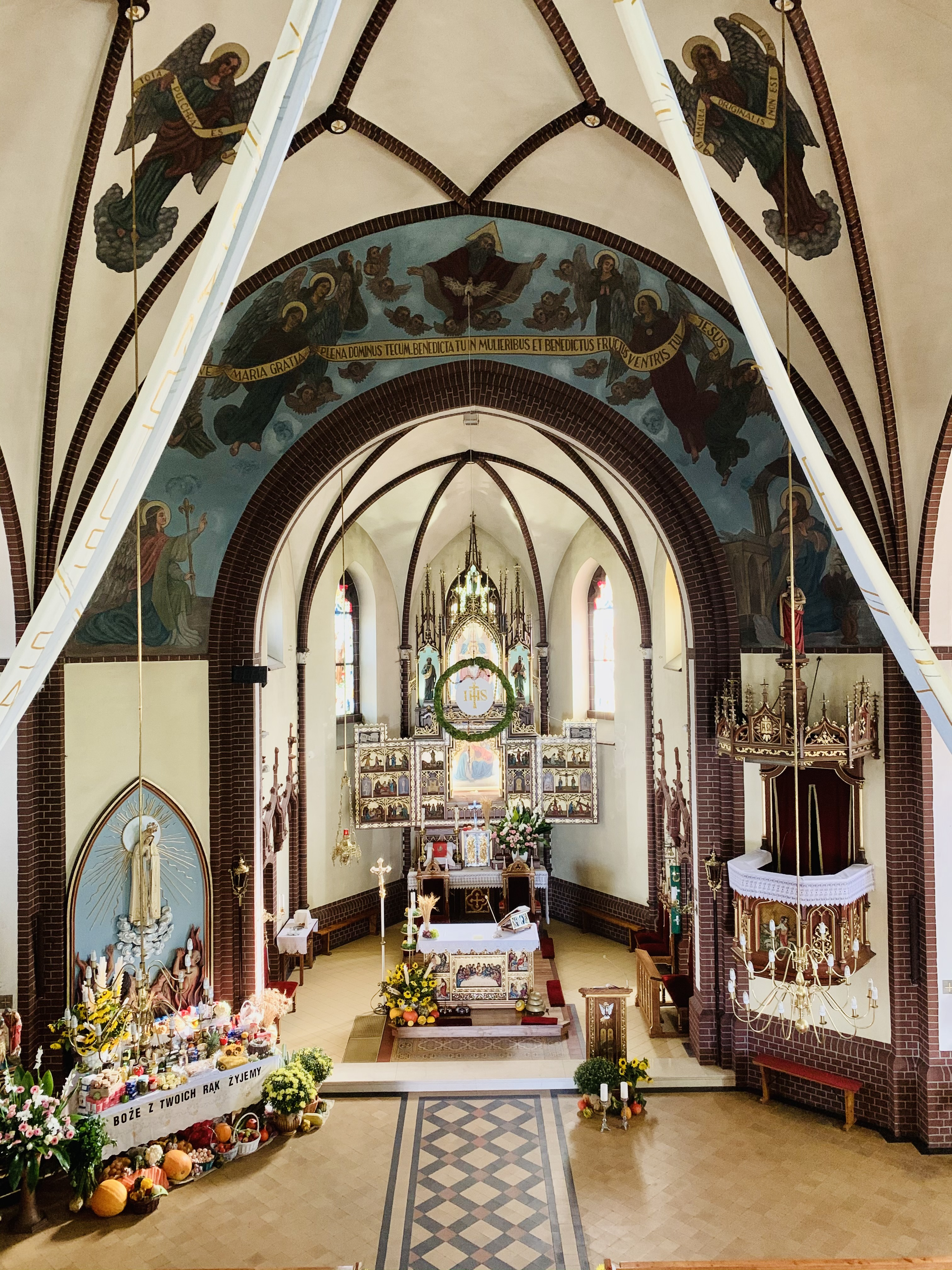
Wnętrze świątyni.

Parafia Matki Bożej Różańcowej – raciborska parafia powstała przed 1804 rokiem, która swym zasięgiem obejmuje Sudół, do 1975 samodzielna wieś, obecnie dzielnica Raciborza, należąca do dekanatu tworkowskiego leżącego w diecezji opolskiej.

## Historia
W Średniowieczu wioska należała do parafii Bieńkowice. W końcu XVIII wieku zostało potwierdzone istnienie kaplicy św. Mikołaja. W latach 1802–1804 został wybudowany kościół pw. Zaślubin Najświętszej Maryi Panny. Od 1886 roku był ustanowiony samodzielny duszpasterz, a w 1889 roku kardynał Kopp ustanowił tutaj samodzielną parafię. Obecny kościół powstał w latach 1904–1905 w stylu neogotyckim, konsekrowany 31 maja 1905 roku przez kardynała Koppa.

## Proboszczowie
- ks. Zygfryd Nocon,
- ks. Karol Wojciechowski,
- ks. Jan Szkatuła,
- ks. Edward Gogollok,
- ks. Józef Przywara